# Carnago
Carnago (lombardul: Carnagh) település Olaszországban, Varese megyében. Lakosainak száma 6562 fő (2023. január 1.). Carnago Cairate, Caronno Varesino, Cassano Magnago, Castelseprio, Gornate-Olona, Oggiona con Santo Stefano és Solbiate Arno községekkel határos.

## Népesség
A település népességének változása:
| Lakosok száma | 6711 | 6722 | 6562 |
|               | 2017 | 2018 | 2023 |